# Biljanovce
Biljanovce (macedónul: Биљановце) település Észak-Macedóniában, az Északkeleti körzetben, Kumanovo községben.

## Népesség
| Lakosok száma | 212  | 266  | 354  | 372  | 585  | 863  | 829  | 1231 | 1423 |
|               | 1948 | 1953 | 1961 | 1971 | 1981 | 1991 | 1994 | 2002 | 2021 |

- 1994-ben 829 lakosa volt, akik közül 791 macedón, 37 szerb és 1 egyéb.
- 2002-ben 1231 lakosa volt, akik közül 1195 macedón, 32 szerb és 4 egyéb.